# Посёлок дома отдыха «Караллово»
Посёлок дома отдыха «Караллово» — посёлок сельского типа в Одинцовском районе Московской области, в составе сельского поселения Ершовское. Население — 13 чел. (2010), в посёлке числится 1 садоводческое товарищество. До 2006 года посёлок входил в состав Ершовского сельского округа.
Посёлок расположен на северо-западе района, в 5 километрах на северо-запад от Звенигорода, в 200 м южнее деревни Носоново, на левом берегу реки Сторожка, высота центра над уровнем моря 168м.
В нескольких сотнях метрах к востоку от посёлка находится ж.-д. платформа 183 км Большого кольца МЖД.
После войны в бывшей дворянской усадьбе «Кораллово» был устроен дом отдыха, принадлежавший до 1970-х годов профсоюзам, а затем ЦК ВЛКСМ, при котором образовался посёлок обслуживающего персонала. По переписи 1989 года в посёлке числилось 42 хозяйства и 71 житель.

## Население
| 2002 | 2006 | 2010 |
| ---- | ---- | ---- |
| 42   | →42  | ↘13  |